# Ігнасіо Відаль Міральєс
Ігнасіо Відаль Міральєс (ісп. Ignacio Vidal Miralles, нар. 24 січня 1995, Ел-Кампельйо) — іспанський футболіст, захисник клубу «Осасуна».

## Клубна кар'єра
Народився 24 січня 1995 року в місті Ел-Кампельйо. Вихованець юнацьких команд футбольних клубів «Еркулес» та «Валенсія».
У дорослому футболі дебютував 2014 року виступами за команду «Валенсія Месталья», в якій провів три сезони, після чого був переведений до основної команди  «Валенсії».
13 липня 2018 року уклав чотирирічний контракт з друголіговим клубом «Осасуна».

## Виступи за збірні
2012 року дебютував у складі юнацької збірної Іспанії (U-17), загалом на юнацькому рівні взяв участь у 4 іграх.